# Hawkhurst
Hawkhurst es una parroquia civil y un pueblo del distrito de Tunbridge Wells, en el condado de Kent (Inglaterra).

## Geografía
Según la Oficina Nacional de Estadística británica, Hawkhurst tiene una superficie de 26,33 km².

## Demografía
Según el censo de 2001, Hawkhurst tenía 4360 habitantes (48% varones, 52% mujeres) y una densidad de población de 165,59 hab/km². El 20,99% eran menores de 16 años, el 70,67% tenían entre 16 y 74 y el 8,35% eran mayores de 74. La media de edad era de 40,06 años. Del total de habitantes con 16 o más años, el 26,68% estaban solteros, el 57,56% casados y el 15,76% divorciados o viudos.
El 94,82% de los habitantes eran originarios del Reino Unido. El resto de países europeos englobaban al 1,74% de la población, mientras que el 3,44% había nacido en cualquier otro lugar. Según su grupo étnico, el 98,88% eran blancos, el 0,64% mestizos, el 0,07% asiáticos, el 0,07% negros, el 0,25% chinos y el 0,09% de cualquier otro. El cristianismo era profesado por el 75,29%, el budismo por el 0,11%, el judaísmo por el 0,18%, el islam por el 0,09% y cualquier otra religión, salvo el hinduismo y el sijismo, por el 0,41%. El 15,07% no eran religiosos y el 8,83% no marcaron ninguna opción en el censo.
2110 habitantes eran económicamente activos, 2043 de ellos (96,82%) empleados y 67 (3,18%) desempleados. Había 1748 hogares con residentes, 48 vacíos y 12 eran alojamientos vacacionales o segundas residencias.